# Gotas d'Água
Gotas D'Água é um terceiro lp da cantora Simone lançado em 2 de setembro de 1975 
Álbum vendeu mais de 250 Mil Cópias produzido por Hermínio Bello de Carvalho e co produzido por  Milton Nascimento.
O disco tem composições de compositores de primeiro time um deles são Chico Buarque, Joyce Moreno, João Bosco (músico), Gonzaguinha, Milton Nascimento, entre outros o lp trás canções inéditas e algumas regravações.
A canção Gota D'Água de Chico Buarque fez bastante sucesso desse disco se tornou uma versão definitiva da música, a cantora também regravar a canção Matriz ou filial já Milton Nascimento deu uma canção inédita pra ela Indolatrada regravado por ele no mesmo ano no seu álbum Minas (álbum) lançado em Dezembro de 1975. ela acabou regravado a canção outubro lançado por ele no seu primeiro lp de 1967.   
o disco trás outros sucessos como Eu nem ligo do Gonzaguinha, e Latin Lover de João Bosco (músico) e Aldir Blanc .            

## Faixas,
1. Gota D'Água (Chico Buarque) - 03:34
2. "Disfarce" (Vital Lima - Sérgio Rocha - Sidney Piñon) - 04:30
3. "Matriz Ou Filial" (Lúcio Cardim) - 03:59
4. Nosotros (Danilo Caymmi - Joyce Moreno)- 03:56
5. "Sistema Nervoso" (Wilson Batista - Roberto Roberti - Arlindo Marques Júnior)- 02:45
6. "Latin Lover" (João Bosco - Aldir Blanc)- 03:34
7. "Samba Pro João Gilberto" (Maurício Tapajós - Paulo César Pinheiro) - 01:51
8. "Outubro" (Milton Nascimento - Fernando Brant)- 04:50
9. "Idolatrada" (Milton Nascimento - Fernando Brant)- 03:48
10. "O Trem Tá Feio" (Tavinho Moura - Murilo Antunes) - 03:13
11. "Eu Nem Ligo" (Gonzaguinha) - 03:36

Faixas bônus da edição remasterizada em CD O Canto da Cigarra nos Anos 70 (2009)
12. "O Ronco da Cuíca" (João Bosco - Aldir Blanc)
13. "O Que Será (À Flor da Terra)" (Chico Buarque)